# Episodi de Il commissario Rex (terza stagione)
La terza stagione della serie televisiva Il commissario Rex consta di tredici episodi andati in onda per la prima volta in Austria  tra il 24 ottobre 1996 e il 9 gennaio 1997 e in Italia, su Raidue, tra il 23 ottobre e l'11 novembre 1997.

Rex e Moser

| nº | Titolo originale              | Titolo italiano           | Prima TV Austria | Prima TV Italia  |
| -- | ----------------------------- | ------------------------- | ---------------- | ---------------- |
| 1  | Todesrennen                   | Una folle corsa           | 24 ottobre 1996  | 23 ottobre 1997  |
| 2  | Stadt in Angst                | Paura in città            | 31 ottobre 1996  | 24 ottobre 1997  |
| 3  | Tod im Museum                 | Mistero al museo          | 7 novembre 1996  | 28 ottobre 1997  |
| 4  | Mörderische Leidenschaft      | Il professore             | 14 novembre 1996 | 30 ottobre 1997  |
| 5  | Annas Geheimnis               | Il segreto di Anna        | 21 novembre 1996 | 31 ottobre 1997  |
| 6  | Der Puppenmörder              | Il venditore di bambole   | 28 novembre 1996 | 3 novembre 1997  |
| 7  | Unter Hypnose                 | A me gli occhi            | 5 dicembre 1996  | 4 novembre 1997  |
| 8  | Jagd nach einer Toten         | Trasporto di morte        | 12 dicembre 1996 | 5 novembre 1997  |
| 9  | Warum starb Romeo             | Giulietta o Romeo?        | 19 dicembre 1996 | 6 novembre 1997  |
| 10 | Ein Engel auf vier Pfoten (1) | Regalo di Natale (1)      | 26 dicembre 1996 | 7 novembre 1997  |
| 11 | Ein Engel auf vier Pfoten (2) | Regalo di Natale (2)      | 26 dicembre 1996 | 8 novembre 1997  |
| 12 | Mord à la carte               | Un delitto quasi perfetto | 2 gennaio 1997   | 10 novembre 1997 |
| 13 | Blutrote Rosen                | Il ricatto                | 9 gennaio 1997   | 11 novembre 1997 |

## Una folle corsa
- Titolo originale:
- Diretto da:
- Scritto da:

### Trama
Per vincere una corsa automobilistica illegale, un corridore scorretto causa la morte del suo principale avversario. Il padre del giovane ucciso cerca ora vendetta.

## Paura in città
- Titolo originale:
- Diretto da:
- Scritto da:

### Trama
Convinto di aver diritto a un grosso risarcimento, un dipendente di una ditta produttrice di bibite, dopo esser stato licenziato, comincia ad avvelenare alcune delle lattine da loro prodotte.

## Mistero al museo
- Titolo originale:
- Diretto da:
- Scritto da:

### Trama
Una fotografa trova un sacchetto di brillanti nascosto dentro un orso imbalsamato. La ragazza ne ruba alcuni e dal quel momento la sua vita sarà in pericolo.

## Il professore
- Titolo originale:
- Diretto da:
- Scritto da:

### Trama
Bergman, grigio professore di geografia, perde la testa per la bella Diana, condannata a dieci anni di prigione per concorso in omicidio. La aiuterà a evadere uccidendo anche una sentinella.

## Il segreto di Anna
- Titolo originale:
- Diretto da:
- Scritto da:

### Trama
Anna Foltyn muore. Sembra la classica morte per droga, ma Richard Moser vuole il parere del suo medico legale di fiducia, Dr. Leo Graf, il quale riscontra nel sangue della ragazza anche tracce di un potente sonnifero. La ragazza lavorava in un vivaio, lo stesso in cui lavora un certo Peter Taller, che essendo un ex-drogato diventa il primo sospetto. Inoltre Moser scopre che la ragazza era in cura da un medico. Moser tenta di rintracciarlo, ma l'omicida è più veloce del poliziotto e uccide anche il medico, poi si intrufola nel suo studio per cancellare dei dati dal PC che sono molto compromettenti.

## Il venditore di bambole
- Titolo originale:
- Diretto da:
- Scritto da:

### Trama
Un venditore di bambole attira una donna nel suo negozio, la convince a truccarsi e vestirsi da bambola e la fotografa; quando cerca di approfittare di lei, la donna si rifiuta e viene uccisa.
- Guest star: Christoph Waltz (Martin Wolf)

## A me gli occhi
- Titolo originale:
- Diretto da:
- Scritto da:

### Trama
Karin Frieder trova il suo ragazzo che giace morto nel letto accanto a lei. Del caso si occupa Moser che interroga subito la ragazza, la quale però non ricorda nulla riguardo a ciò che ha fatto il giorno prima col suo ragazzo.

## Trasporto di morte
- Titolo originale:
- Diretto da:
- Scritto da:

### Trama
Karin si sente male e viene subito soccorsa e portata in ospedale dove poco dopo muore. Durante la notte, qualcuno sottrae dall'ospedale il cadavere della ragazza e uccide il custode.

## Giulietta o Romeo?
- Titolo originale:
- Diretto da:
- Scritto da:

### Trama
In un teatro muore Alex il quale sta recitando "Romeo e Giulietta" insieme alla sua ragazza. L'assassino ha sganciato una colonna dall'alto e l'ha fatta cadere in testa alla vittima. Moser si mette sulle tracce di Charlie, un piccolo usuraio che aveva un credito nei confronti della vittima e non era stato ancora pagato.

## Regalo di Natale (1)
- Titolo originale:
- Diretto da:
- Scritto da:

### Trama
Markus vorrebbe che i suoi genitori trascorressero il Natale insieme. Per convincere sua madre si allontana di nascosto dagli allenamenti di hockey, facendosi sostituire da Tommy, un suo amico.

## Regalo di Natale (2)
- Titolo originale:
- Diretto da:
- Scritto da:

### Trama
Tommy ha sostituito Markus dopo che quest'ultimo è scappato di nascosto dai genitori, fuggendo dagli allenamenti di hockey. Tommy viene rapito erroneamente al posto di Markus.

## Un delitto quasi perfetto
- Titolo originale:
- Diretto da:
- Scritto da:

### Trama
Stephan muore dopo aver bevuto un bicchiere di vino nel suo ristorante. Il Dr. Leo Graf scopre che nel vino della vittima era presente una quantità di digitale, farmaco che stimola il cuore, che può essere letale se usato in grosse quantità. Tra i sospetti Michael, il socio della vittima che non andava assolutamente d'accordo con lui.

## Il ricatto
- Titolo originale:
- Diretto da:
- Scritto da:

### Trama
Due coniugi, studiosi di medicina, vengono uccisi da una banda che vuole la formula di un nuovo farmaco che cura il cancro, in quanto si sono rifiutati di collaborare. Così i due rapiscono un altro medico, Hoffmann, il quale collabora con la banda perché uno dei malviventi tiene in ostaggio la moglie e la figlia.